# Jonathan David dos Santos
Jonathan David dos Santos Duré, mais conhecido como Jonathan dos Santos (Salto, 18 de abril de 1992), é um futebolista uruguaio que atua como centroavante. Atualmente joga pelo Universitario, emprestado pelo Cerro Largo.

## Carreira

### Cerro Largo
Após ter sucesso na base, Jonathan foi transferido no profissional pelo Cerro Largo aos 23 anos. Na Segunda División, o jovem que veio da base marcou 11 gols em 21 jogos.

### Danubio
No ano de 2016, acertou seu contrato com o Danubio até 2018. Em 11 de maio de 2017 na Copa Sulamericana, Jonathan marcou seu gol na volta contra o Sport, onde o placar ficou por 3-0 para o time uruguaio, mas perdeu nos pênaltis.

### Empréstimo ao Atlético de San Luis
Naquele mesmo, Dos Santos acertou seu empréstimo ao Atlético de San Luis. Fez dupla com o Pablo Olivera no ataque, disputou 20 jogos e marcou apenas 3 gols. Ao não fazer muito sucesso no clube, seu contrato encerrou em 2018 e teve que voltar ao Danubio, que depois também teve seu contrato encerrado no mesmo ano.

### Retorno ao Cerro Largo
Após encerrar seu contrato com Danubio em 2018, no ano seguinte, Jonathan retornou ao Cerro Largo e assinou por três anos. Em outubro de 2019, marcou dois gols em cima do Juventud, onde o placar ficou por 2×0 na Primera División. No clube, marcou 13 gols em 32 jogos.

### Empréstimo ao Universitario
No ano de 2020, Jonathan assinou seu empréstimo ao Universitario do Peru por 1 ano. Na Copa Libertadores da América, apesar do clube ser eliminado, marcou gols em cima do Carabobo e no Cerro Porteño. Após isso, Dos Santos marcou no clube peruano 10 gols em 15 jogos, sendo eleito o melhor jogador do ano no Peru.